# Ion Iancovescu
Ion Iancovescu (n. 20 decembrie 1889, București, România – d. 1966) a fost un actor, regizor și animator al scenei teatrale românești.

## Biografie
Ion Iancovescu a fost mai ales ctitorul a șapte edificii teatrale în București, printre care Teatrul Excelsior (azi, sediul Teatrului de Comedie) și Teatrul Modern (Teatrul Casei Centrale a Armatei).
Ion Iancovescu a fost mentorul mai multor actori de succes din anii '50, printre care și celebrul Grigore Vasiliu Birlic.
Unul dintre admiratorii lui Ion Iancovescu a fost dramaturgul Eugen Ionescu, care i-a trimis actorului spre lectură piesa „Regele moare", dorindu-și ca acesta să interpreteze rolul principal în prima punere în scenă a piesei. În timpul perioadei comuniste, Ion Iancovescu nu a fost agreat de către regim, fiind înlăturat de pe scena Teatrului Național din București de directorul de atunci al instituției, Zaharia Stancu.
Înlăturarea sa din teatru a fost mai complexă, având și motive politice. Securitatea l-a arestat și anchetat pe Iancovescu în două rânduri pentru vorbele sale de spirit, lansate liber într-o lume ocupată, încruntată și foarte atentă la tot ce mișca.
Iată un exemplu de astfel de vorbă de spirit. Prin 1950, Ion Iancovescu, Șerban Cioculescu, Ion Barbu și Radu Beligan se aflau la o masă în braseria de la Athénée Palace. Ușa se deschide brusc și un june gazetar de la „Scînteia” vine spre ei debordând de entusiasm: „Ați auzit ? În curând, în Uniunea Sovietică pâinea va fi gratis !” „Da, dar cu ce preț...”, a replicat trist Iancovescu.
În 1946, când a solicitat o audiență unui coleg ajuns dregător cultural, acesta l-a primit cu condiția să intre prin ușa din spate. Replica lui Iancovescu a fost următoarea: "Nu se face - tu, confrate!/ Ca să mă inviți prin spate/ Când eu știi că-ntreaga viață/ Te-am băgat numai prin față...".
Actorul Ion Iancovescu povestea cu haz cum a încercat el să "păcălească" autoritățile, dar nu i-a mers. Era prin anii 50 și nu se putea ieși ușor în occident. Atunci, Iancovescu s-a dus la directorul teatrului și i-a spus că vrea să joace rolul lui Cyrano de Bergerac din piesa lui Edmond Rostand și trebuie să meargă neapărat la Paris ca să se documenteze. Directorul i-a răspuns că-i oferă rolul principal dintr-o altă piesă: "Poveste din Irkutsk" și-l trimite să se documenteze în Siberia.
Până să fie înlăturat din teatru, Ion Iancovescu a apărut pe scenă de mai mult de 18.000 de ori, într-o viață artistică de vreo cinci decenii.
A obținut în 1955 titlul de artist emerit al Republicii Populare Romîne.
În anul 2009, fiica sa vitregă, care este cetățean belgian, a reclamat poliției că de pe mormântul actorului, situat pe Aleea actorilor din cimitirul Bellu, au dispărut mai multe decorațiuni și statuete din marmură, tăiate cu flexul.

## Distincții
- Ordinul Muncii clasa a II-a (23 ianuarie 1953) „pentru merite deosebite, pentru realizări valoroase în artă și pentru activitate merituoasă”[8]
- titlul de „Artist Emerit al Republicii Populare Romîne” (3 martie 1955) „pentru merite deosebite în activitatea artistică”[9]

## Filmografie
Ion Iancovescu a jucat în următoarele filme:
- Culesul viilor (1913)
- Țigăncușa de la iatac (1923) - Grigore
- Parada Paramount (1930) - M.C.
- Afacerea Protar (1956) - I.D. Borcea
- Două lozuri (1957) - flașnetarul
- Faust XX (1966) - tatăl lui Toma
- O noapte de vis (scurt-metraj de ficțiune, în regia lui Mirel Ilieșu).

Filmul Culesul viilor a fost un film documentar artistic/publicitar, în care se făcea reclamă pentru firma "Dealul Zorilor" din Valea Călugărească. Filmul prezenta procesul de producție al vinului, din toamnă, cu îngroparea viței, până anul următor, la culesul viilor.
Filmul Țigăncușa de la iatac are la bază un scenariu de Victor Beldiman, după o nuvelă de Radu Rosseti. Protagoniști: Dorina Heller, Elvira Popescu, Ion Iancovescu. Filmul este pierdut astăzi.
Filmul sonor Parada Paramount a fost realizat cu prilejul jubileului casei de filme americane "Paramount Pictures", în 13 versiuni, printre care și una românească. Pe lângă o serie de scheciuri și numere muzicale și coregrafice interpretate de mari vedete, filmul era completat cu 11 scheciuri și un comperaj interpretate de actori români.
Filmul Faust XX este o comedie ștințifico-fantastică pe tema faustiană, de creare a omului perfect, prin implantarea creierului unui bătrân înțelept în corpul unui tânăr.